# 아담의 부인
《아담의 부인》(영어: Adam's Rib)은 1949년 제작된 미국의 코미디 영화다. 이 영화는 부부 사이였던 스펜서 트레이시와 캐서린 헵번이 같이 출연한 영화 중에서 가장 뛰어나다는 평가를 받고 있다. 감독은 조지 큐커가 맡았다.
1992년 이 영화는 미국 의회도서관에 의해 문화적으로, 역사적으로, 미적으로 중요성을 인정받아 미국 국립영화등기부에 선정, 보존되었다.

## 캐스팅

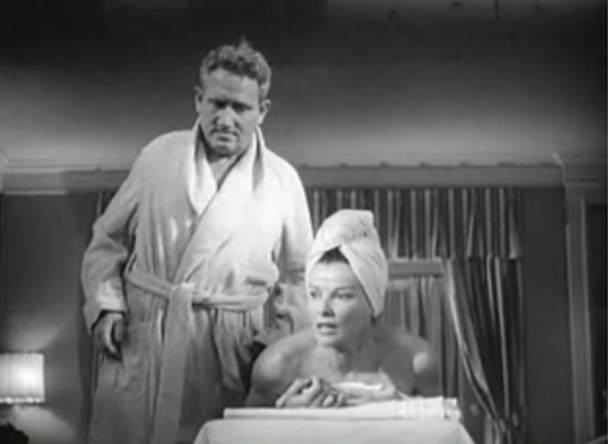
트레이시와 헵번

- 스펜서 트레이시 - 애덤 보너
- 캐서린 헵번 - 어맨다 보너
- 주디 홀리데이 - 도리스 애팅어
- 톰 이웰 - 워런 프랜시스 애팅거
- 데이비드 웨인 - 킵 러리
- 진 헤이건 - 베릴 케인
- 호프 에머슨 - 올림피아 라페레
- 이브 마치 - 그레이스